# Ministro di culto
Un ministro di culto è un soggetto che per competenza territoriale o per incarico affidatogli da una confessione religiosa o da determinati fedeli, compie determinati riti, solitamente si occupa delle anime dei fedeli e della conservazione dell'edificio di culto, provvede alla diffusione di un messaggio religioso. Egli, dunque, esercita un ufficio religioso.
Il termine generico "sacerdote" comprendeva anche i ministri di culto dell'antico Ebraismo.

## Nelle religioni
- Cristianesimo
  - Vescovi, preti (Presbiteri) e diaconi nella chiesa cattolica e ortodossa
  - Pastori e predicatori nelle chiese protestanti
  - Vescovi, Presidenti di Rione o Ramo, Presidenti di Palo o Distretto nella Chiesa di Gesù Cristo dei Santi degli Ultimi Giorni
- Islam
  - Imam
- Ebraismo
  - Rabbini

## Diritto ecclesiastico

### Ministri di culto generici
Nel diritto italiano il ministro di culto è disciplinato dalla legislazione unilaterale e dalle relative Intese. Da rilevare che non esiste uno status giuridico confessionale, cosicché i diritti e doveri emanati dalla confessione religiosa del ministro, non incidono sulla vita giuridica del soggetto, il quale mantiene comunque i suoi diritti civili (ad es. astensione dal matrimonio non rilevante per il diritto italiano).
La legislazione unilaterale è, solitamente, comune a tutte le confessioni religiose e sancisce dei diritti e doveri generali per ogni ministro di culto.
Uno dei principali è quello del segreto confessionale, ovvero il dovere e il diritto del ministro di culto a non palesare quanto confessato da un fedele. Elemento necessario per l'esercizio di tale principio è il nesso di causalità tra l'informazione saputa e l'esercizio del proprio ministero, pertanto informazioni recepite fortuitamente e fatte pervenire esclusivamente a frode di legge non ricadono in tale diritto-dovere.
I ministri di culto sono incompatibili con alcuni uffici e funzioni pubblici: non sono eleggibili a sindaco, presidente della provincia, consigliere comunale, provinciale e circoscrizionale nel territorio dove svolgono la loro attività, per non favorire uno stretto e nocivo rapporto tra religione e politica; non possono fare parte tra i giudici popolari della Corte d'assise o intraprendere la carriera di notaio, esattore delle imposte e avvocato. È invece ammissibile per i ministri di culto, in quanto non esistono incompatibilità, l'elezione al Parlamento.
A difesa del ministro di culto ci sono due principi, ovvero l'aggravante nell'omicidio contro un religioso che abbia cura di anime e l'abuso dell'abito ecclesiastico.

### Soggetti ecclesiastici particolari
Lo status giuridico di determinati soggetti particolari nasce dalla legislazione bilaterale. Nel Cattolicesimo spiccano cardinali e vescovi: soprattutto i primi, devono essere considerati sempre cittadini vaticani, anche se hanno residenza a Roma, non devono avere libertà personali limitate e deve essere garantito loro libero accesso al Vaticano.
Tra gli avventisti ci sono i missionari e i colportori evangelisti, riconosciuti dall'Intesa relativa.
Il Regio Decreto 289/1930, di attuazione della legge 1159/1929 sui culti acattolici, prevedeva speciali limitazioni per l'esercizio del culto da parte dei ministri di tali culti (artt. 1 e 2) e riservava il permesso di eseguire affissioni attinenti al governo spirituale dei fedeli e collette all'ingresso e all'interno degli edifici di culto soltanto ai ministri di culto approvati dal Ministro dell'interno. Ma tali limitazioni sono state superate, in parte in seguito a sentenze della Corte costituzionale (Sentt. 1/1956, 45/1957 e 59/1958), in parte in seguito a leggi del Parlamento (l. 641/1961 e art. 7, comma 3, l. 659/1981). 
Tuttavia, qualora i regolamenti comunali appongano limiti o gravami fiscali alla facoltà di eseguire collette, tali limitazioni non valgono per i ministri di culto approvati che agiscono all'ingresso o all'interno degli edifici di culto. Inoltre, qualora venga riattivata la leva militare per causa di guerra o di grave crisi internazionale, i ministri di culto approvati godono delle esenzioni e delle prerogative previste dagli artt. 7 e 8 del citato decreto (esenzione dal servizio militare e funzioni di cappellani militari tra le truppe). 
Allo stato attuale, l'approvazione delle nomine dei ministri di culto prevista dall'art. 3 l. 1159/1929 vale a permettere che il ministro di culto approvato possa celebrare matrimoni religiosi con effetti civili.